# جاريت دي وال
جاريت دي وال (بالإنجليزية: Garret D. Wall)‏ (و. 1783 – 1850 م) هو سياسي، ومحامي من الولايات المتحدة الأمريكية.
تولى منصب عضو مجلس الشيوخ الأمريكي .وهو عضو في الحزب الجمهوري الديمقراطي والحزب الديمقراطي الأمريكي.